# ダンダン娘
「ダンダン娘」（ダンダンむすめ）は、西田ひかるの通算24枚目のシングル。1997年10月17日発売。発売元はポニーキャニオン。

## 解説
表題曲はフィンガー5の「恋のダイヤル6700」の替え歌であり、原曲作詞者の阿久悠が新たに詞を書き直した。三菱電機「霧ヶ峰」のコマーシャルソングとして使用。

## 収録曲
| #  | タイトル                                 | 作詞     | 作曲     | 編曲     | 時間 |
| -- | ---------------------------------------- | -------- | -------- | -------- | ---- |
| 1. | 「ダンダン娘」                           | 阿久悠   | 井上大輔 | 水島康貴 | 3:04 |
| 2. | 「いいんぢゃない」                       | 和田琢磨 | 和田琢磨 | Swebe    | 4:31 |
| 3. | 「ダンダン娘」(オリジナル・カラオケ)     |          |          |          | 3:04 |
| 4. | 「いいんぢゃない」(オリジナル・カラオケ) |          |          |          | 4:26 |

## 収録アルバム
ダンダン娘
- 『MYこれ!クション 西田ひかるBEST』
- 『西田ひかる SINGLESコンプリート』
- 『Hippie Happy Groove!! HIKARU NISHIDA LIVE '97』（ライヴ・バージョン）

いいんぢゃない
- 『Hippie Happy Groove!! HIKARU NISHIDA LIVE '97』（ライヴ・バージョン）